# Invalidita

Mezinárodní symbol přístupnosti

Invalidita (též invalidnost, handicap) je definována jako ztráta či snížení pracovní schopnosti. Obvykle vzniká jako následek vážného onemocnění (pak se hovoří o tělesném postižení) nebo úrazu.
Mnoho lidí se stává invalidními v důsledku nějaké havárie, zejména dopravní nehody. Příčinou invalidity největšího množství lidí bývají válečná zranění, příp. onemocnění. V totalitních režimech to mohou být následky věznění.[zdroj?]
Invalidita může být způsobena také mentálním postižením, které spadá do zdravotního postižení. Toto postižení můžeme popsat, jako neschopnost docílit odpovídajícího stupně intelektového vývoje (méně než 70 % normy), i přesto, že byl jedinec přijatelným způsobem výchovně stimulován.
Rodiče osoby s mentálním postižením mohou o invalidní důchod pro své dítě zažádat při dosažení plnoletosti, tedy ve věku 18 let. 
Za jistých podmínek lze o invalidní důchod zažádat před dosažením věku 18 let a to pokud se jedná o vrozené postižení, osoba nemá ani jeden den doby pojištění a invalidita se uznává pouze ve 3. stupni. Tomuto se říká invalidní důchod z mládí. Nástupem na střední školu, kdy je započata doba sociálního pojištění, osoba ztrácí nárok na invalidní důchod z mládí.
V České republice je za invalidní považována osoba, jejíž pracovní schopnost poklesla kvůli dlouhodobě nepříznivému zdravotnímu stavu nejméně o 35 %.[zdroj?]
Dříve[kdy?] se používalo rozdělení na částečnou a plnou invaliditu. Plný a částečný invalidní důchod, které platily do 31. 12. 2009, nahradil jediný invalidní důchod, ovšem rozdělený do třech stupňů podle poklesu pracovní schopnosti. Nadále tedy existuje invalidní důchod prvního stupně, invalidní důchod druhého stupně a invalidní důchod třetího stupně.

## Dělení
Česká právní norma rozeznává od 1. ledna 2010 tři stupně invalidity podle míry poklesu pracovní schopnosti:
- 1. stupeň: pokles pracovní schopnosti nejméně o 35 % a nejvýše o 49 %
- 2. stupeň: pokles pracovní schopnosti o 50 až 69 %
- 3. stupeň: pokles pracovní schopnosti o 70 % a více než 70 %.[4][5]

- Plný invalidní důchod, na který vznikl nárok před 1. lednem 2010, se ve výši, v jaké náležel ke dni 31. prosince 2009, považuje od 1. ledna 2010 za invalidní důchod pro invaliditu třetího stupně.
- Částečný invalidní důchod, na který vznikl nárok před 1. lednem 2010, se ve výši, v jaké náležel ke dni 31. prosince 2009, považuje od 1. ledna 2010 za invalidní důchod pro invaliditu druhého stupně, pokud byl důvodem částečné invalidity pokles schopnosti soustavné výdělečné činnosti nejméně o 50 %, a za invalidní důchod pro invaliditu prvního stupně ostatní případy.
- Částečný invalidní důchod, na který vznikl nárok ke dni 1. ledna 1996 z důvodu výsluhy let, se ve výši, v jaké náležel ke dni 31. prosince 2009, považuje od 1. ledna 2010 za invalidní důchod pro invaliditu prvního stupně.[5]

Zdravotní stav posuzují lékaři České správy sociálního zabezpečení.

## Průkazy OZP
Lidé se zdravotním postižením mohou využívat průkaz pro osoby se zdravotním postižením, který lze použít jako doklad pro různé slevy a výhody. Nejčastěji se jedná o zlevněné jízdné ve veřejné dopravě, výhodné vstupné, či lze průkaz OZP spojit s příspěvkem na mobilitu a parkovací místo.[zdroj?]

### Dělení průkazů
- TP - tělesně postižený
- ZTP - zvlášť tělesně postižený
- ZTP/P - zvlášť tělesně postižený s průvodcem

Nárok na průkaz OZP může mít osoba starší jednoho roku, pokud má tělesné, smyslové, duševní (spadá zde také mentální) postižení. 
Zákon, který upravuje řízení pro získání průkazu OZP je Zákon 329/2011 Sb., o poskytování dávek osobám se zdravotním postižením. 